# 12604 Lisatate
12604 Lisatate è un asteroide della fascia principale. Scoperto nel 1999, presenta un'orbita caratterizzata da un semiasse maggiore pari a 2,3571428 UA e da un'eccentricità di 0,0321738, inclinata di 5,96388° rispetto all'eclittica.